# Ambulanceverpleegkundige

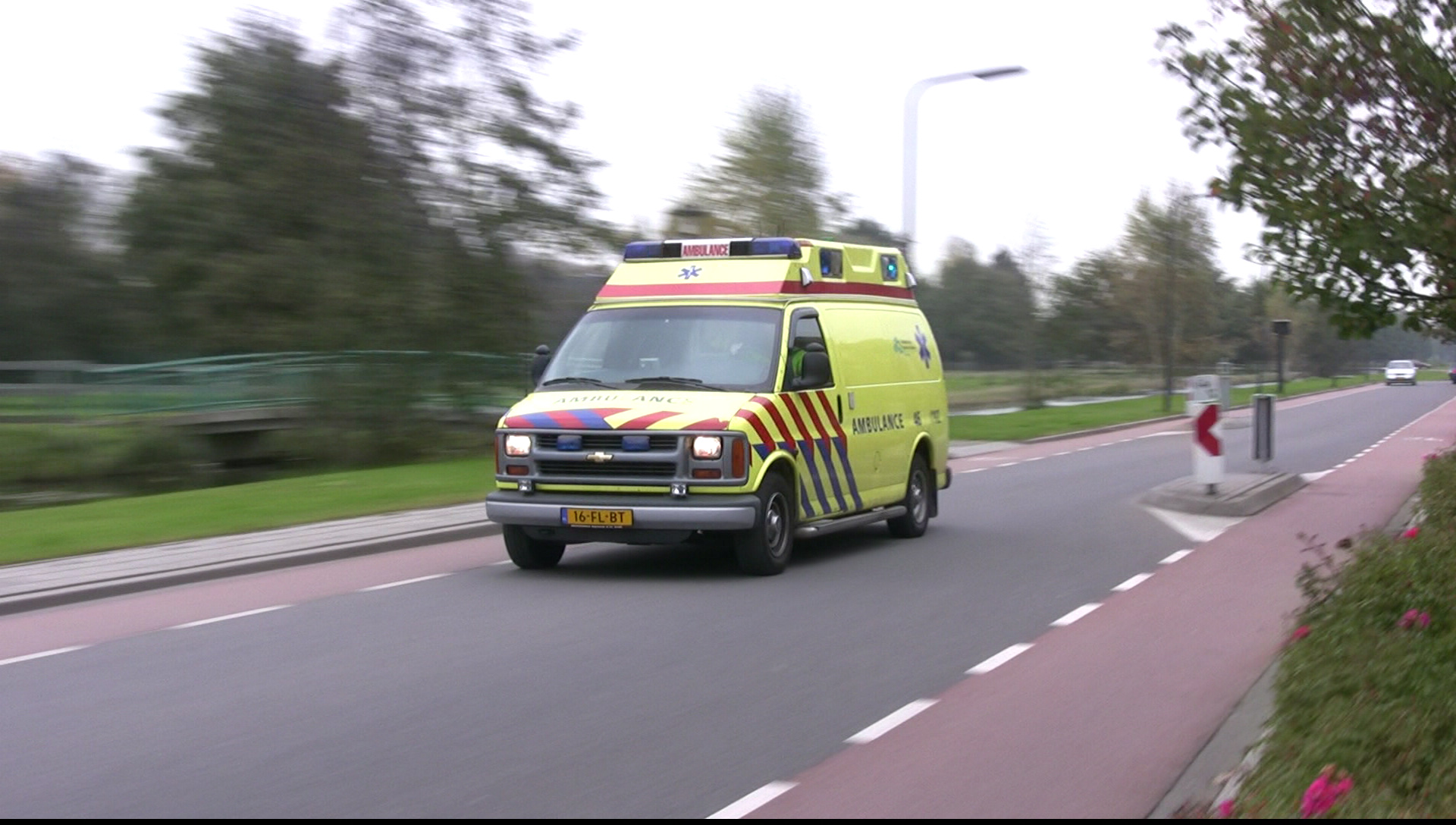
Een ambulance, het werkveld van de meeste ambulanceverpleegkundigen

Een ambulanceverpleegkundige is een verpleegkundige die werkzaam is bij een ambulancedienst en dus meestal op een ambulance. Het kan zowel gaan om niet-spoedeisende ambulanceritten als om spoedgevallen. Bij spoedgevallen is de ambulanceverpleegkundige vaak de eerste geneeskundige professional die ter plaatse is. Hij of zij heeft dan tot taak om adequaat eerste hulp te verlenen en de patiënt te stabiliseren voor vervoer naar het ziekenhuis. Een ambulanceverpleegkundige heeft doorgaans een speciale opleiding gevolgd.

## Nederland

### Functie
In Nederland onderscheidt men in de ambulancezorg twee soorten ambulanceverpleegkundigen met ieder hun eigen bijbehorende (vervolg)opleiding.

#### B-vervoer (besteld vervoer)
Een ambulanceverpleegkundige op de Low Care-auto voert alleen geplande ritten uit. Deze ritten betreffen het verplaatsen van patiënten tussen verschillende instellingen of tussen een instelling en een thuisadres. Het gaat hierbij om patiënten die immobiel zijn en die niet met een (rolstoel)taxi vervoerd kunnen worden. Ze kunnen eventueel (lage doseringen) zuurstof toegediend krijgen.

#### A-vervoer (spoedeisend vervoer)
Een ambulanceverpleegkundige op de A-wagen voert buiten de Low Care-ritten ook de spoedeisende ritten uit. De verpleegkundige is dan meestal de eerst verantwoordelijke bij spoedeisende zaken zoals patiënten met een hartinfarct, een verkeersongeval of mensen met benauwdheidsklachten. Het is de taak van deze verpleegkundige om de patiënt te onderzoeken, een (werk)diagnose te stellen en de patiënt volgens protocol te behandelen. Hiertoe bestaat het Landelijk Protocol Ambulancezorg (LPA). Deze verpleegkundige is ook een van de weinige verpleegkundigen die tot bepaalde hoogte medische diagnoses mag stellen en de hierbij behorende medicatie toe mag dienen zonder dat een arts dit heeft voorgeschreven. De ambulanceverpleegkundige komt tijdens spoedeisende interventies patiënten tegen uit allerlei leeftijdscategorieën (van pasgeboren tot hoogbejaard) en met uiteenlopende gezondheidsproblemen, van lichamelijke klachten tot psychische en sociale problematiek. De ambulanceverpleegkundige werkt onder verantwoording van de Medisch Manager Ambulancezorg. Bij grootschalige incidenten zal het Mobiel Medisch Team (MMT) ter plaatse komen, waarna het MMT-team de ambulanceverpleegkundigen zal ondersteunen in de hulpverlening.

### Opleiding

#### Low Care
Om op de Low Care-auto te kunnen komen, dient men te beschikken over een diploma verpleegkunde of verzorgende met ervaring in het ziekenhuis of een andere zorginstelling en vaak een rijbewijs B. Het verschilt per dienst welke eisen er aan deze ambulance-begeleiders gesteld worden.

#### High Care

##### CZO-accreditatie
Om ambulanceverpleegkundige (die spoedeisende ritten uitvoert) te kunnen zijn, wordt veel geëist. Ambulanceverpleegkundigen hebben een gespecialiseerde opleiding gevolgd en begeleide stage gelopen op de ambulance voor ze zelfstandig aan de slag mogen. Tijdens de opleiding leert de ambulanceverpleegkundige te werken volgens de ABCDE-methodiek (afgeleid van de PHTLS-principes) en deze methodiek toe te passen in uiteenlopende praktijksituaties. Ook leert zij hoe te handelen in verschillende situaties en leert zij de geldende protocollen op juiste wijze toe te passen. In 2011 heeft Ambulance Zorg Nederland (AZN), de brancheorganisatie voor de Nederlandse ambulancezorg, met het College Zorg Opleidingen (CZO) afgesproken dat de ambulanceopleidingen door het CZO geaccrediteerd zouden worden. Het is sindsdien het CZO dat de opleidingseisen voor ambulanceverpleegkundigen vastlegt. Iedere instelling die daarvoor geaccrediteerd is door het CZO kan de opleiding tot ambulanceverpleegkundige aanbieden. Bij het succesvol voltooien van de opleiding ontvangen de studenten dan een CZO-diploma. Het CZO-diploma ambulanceverpleegkundige is sinds eind 2017 ingeschaald als niveau 6 volgens het Nederlands Kwalificatieraamwerk (NQLF), wat overeenkomt met het niveau van een hbo-bacheloropleiding (het behaalde CZO-diploma is echter geen hbo-bachelordiploma). De niveaus van het Nederlands Kwalificatieraamwerk komen overeen met die van het Europees Kwalificatieraamwerk (EQF).

##### Vanuit IC, SEH of anesthesie
Er bestaan enkele door het CZO vastgelegde trajecten om ambulanceverpleegkundige te worden. Voor het 'korte traject' moet men al als verpleegkundige geregistreerd zijn in het BIG-register, beschikken over een CZO-diploma IC-verpleegkundige, SEH-verpleegkundige of anesthesiemedewerker en enige ziekenhuiservaring hebben. Verpleegkundigen met een Belgische bachelor-na-bachelor in de intensieve zorg en spoedgevallenzorg en minstens een jaar werkervaring op een erkende Nederlandse IC-afdeling of SEH-afdeling komen ook in aanmerking voor het 'korte traject'. Verpleegkundigen die aan deze eisen voldoen, kunnen solliciteren naar een positie als ambulanceverpleegkundige bij een Regionale Ambulancevoorziening (RAV) van hun voorkeur. Indien de verpleegkundige aangenomen wordt, moet deze op korte termijn de opleiding tot ambulanceverpleegkundige volgen. Deze opleiding bestaat uit een theoretisch deel dat gevolgd wordt aan een door het CZO geaccrediteerd opleidingsinstituut en een begeleide stage bij de RAV (die hiervoor ook geaccrediteerd moet zijn door het CZO). Het theoretisch deel beslaat minstens 184 uren en de begeleide stage minstens 925 praktijkuren, waarbij de student-ambulanceverpleegkundige door een volleerd ambulanceverpleegkundige begeleid wordt. De student-ambulanceverpleegkundige moet daarnaast minstens 24 uren per week tewerkgesteld zijn op de ambulance bij de RAV voor zijn stage.

##### Vanuit cardiac care
Vanwege een stijgend tekort aan gekwalificeerd ambulancepersoneel op de arbeidsmarkt werkt het CZO al enkele jaren aan nieuwe trajecten om ambulanceverpleegkundige te worden, om zo het beroep toegankelijker te maken. Het 'middellange CC-traject' voor cardiaccareverpleegkundigen was in 2017 hiervan het eerste. Voor dit traject moeten verpleegkundigen in het BIG-register zijn ingeschreven en beschikken over een CZO-diploma cardiaccareverpleegkundigen. Omdat het CZO pas sinds 2011 diploma's voor cardiaccareverpleegkundigen afgeeft, bestaan er specifieke voorwaarden voor zij met een voor 2013 behaald niet-CZO-diploma. Cardiaccareverpleegkundigen moeten een langere opleiding volgen om ambulanceverpleegkundige te worden dan de studenten van het 'korte traject'. Voor cardiaccareverpleegkundigen geldt dat ze minstens 299 uren theorie en minstens 1195 uren praktijkstage moeten presteren, en eveneens minstens 24 uren per week tewerkgesteld moeten zijn op de ambulance. Anno 2018 werkt het CZO aan opleidingseisen voor een 'middellang traject' tot ambulanceverpleegkundige voor recoveryverpleegkundigen ('RC-traject') en mediumcareverpleegkundigen ('MC-traject'). Ook wordt bekeken van een 'lang traject' te ontwikkelen voor verpleegkundigen die zonder een eerder behaald CZO-diploma direct ambulanceverpleegkundige willen worden.

##### Academie voor Ambulancezorg
Tot recent was de Academie voor Ambulancezorg de enige opleidingsinstelling in Nederland die de theoretische opleiding tot ambulanceverpleegkundige aanbood. De voorganger van de Academie was de Stichting Opleidingen Scholingen Ambulancehulpverlening (SOSA); vandaar werd er ook wel gesproken van de SOSA-opleiding. Een voordeel van deze centraal gegeven opleiding was dat elke ambulanceverpleegkundige op dezelfde manier was opgeleid, waardoor er bij grote rampen gemakkelijk en gecoördineerd kan samengewerkt worden. In november 2018 is Ambulancezorg Groningen echter ook met een opleiding tot ambulanceverpleegkundige gestart. De eisen om aan deze opleiding te kunnen beginnen zijn een verpleegkundige BIG-registratie met een hbo-bachelordiploma, minstens drie jaar werkervaring, een geldig rijbewijs B en een registratie in het Kwaliteitsregister V&V. Een aanvullende verpleegkundige specialisatie, zoals dat voorheen werd geëist, is geen toelatingseis bij deze nieuwe opleiding. Zonder aanvullende vooropleidingen waarvoor vrijstellingen verkregen zouden kunnen worden, duurt de opleiding van Ambulancezorg Groningen 16 maanden (op basis van een 36-urige werkweek).

#### Rijbewijs
Meestal is het hebben van rijbewijs A of B een vereiste, afhankelijk van het voertuig waar men mee wil werken. Een soloambulanceverpleegkundige of rapid responder, kan afhankelijk van het gebied waar hij of zij werkt ingezet worden met een motor of een auto. In Nederland bestaan sinds 2008 de zogenaamde ambulanceteams, die per fiets opereren.

### Medische handelingen
Een ambulanceverpleegkundige mag medisch handelingen zelfstandig (volgens Landelijk Protocol Ambulance) uitvoeren. Hieronder een aantal voorbeelden:
- Draineren van de thorax bij een spanningspneumothorax
- Intuberen
- Het uitvoeren van een coniotomie
- Toedienen van medicatie zonder recept van een arts
- Cardioversie

De ambulanceverpleegkundige heeft op een paar handelingen na dezelfde bevoegdheden hierin als de Belgische MUG-arts.

### Samenwerking
Een ambulanceverpleegkundige werkt samen met de ambulancechauffeur. Die heeft naast een EHBO-opleiding ook een rijtechnische en medisch-assisterende opleiding tot ambulancechauffeur (SOSA) gevolgd.

## België
In België zijn er ambulanciers niet-dringend patiëntenvervoer, hulpverleners-ambulanciers en spoedverpleegkundigen. Deze laatsten zijn verpleegkundigen met de bijzondere beroepstitel in de intensieve zorg en spoedgevallenzorg. Er is geen specifieke kwalificatie tot ambulanceverpleegkundige.

## Andere landen
In een aantal andere landen in wereld, zoals de Verenigde Staten en Australië, kent men de zogenaamde paramedics. Dit zijn hulpverleners met een specialistische opleiding die medische handelingen mogen stellen, vergelijkbaar met de Nederlandse ambulanceverpleegkundigen. Paramedics zijn echter geen verpleegkundigen maar een eigen beroepscategorie.
Lijst van verpleegkundige specialisaties · portaal · afbeeldingen